# 狗牙大青
狗牙大青（学名：Clerodendrum ervatamioides）是唇形科大青属的植物，为中国的特有植物。分布在中国大陆的云南等地，生长于海拔120米至700米的地区，一般生长在山坡向阳的杂木林或疏林下湿润处，目前尚未由人工引种栽培。

## 别名
假狗牙花（云南植物志）